# Ferdinand Le Menuet
Ferdinand-Gilles-François Le Menuet, né à Saint-Georges-Montcocq le 22 juillet 1855 et mort à Strasbourg le 16 août 1931, est un homme politique nationaliste français.

## Biographie
Ferdinand Le Menuet est né près de Saint-Lô, où son père était un militant républicain notoire.
Après des études au lycée de Coutances, Ferdinand accomplit son service militaire au 25e régiment de ligne à Cherbourg, où il parvient au grade de sergent-major. Il devient ensuite commerçant à Paris.
En 1885, Le Menuet adhère à la Ligue des patriotes (LDP) animée par Paul Déroulède, dont il deviendra un proche collaborateur. Il fait partie des boulangistes qui intègrent le comité directeur de la LDP en novembre 1888. Lors des élections municipales du 27 avril 1890, il se présente avec l'investiture du général Boulanger dans le quartier de l'École-Militaire. Avec seulement 380 voix, il arrive en troisième position, loin derrière le sortant, Paul Lerolle, qui est réélu dès le premier tour.
Malgré la dissolution de la LDP décrétée par le gouvernement en 1889, Le Menuet ne renonce pas au militantisme nationaliste. Ainsi, en janvier 1894, il fonde la Ligue patriotique des intérêts français, qui n'est cependant qu'un succédané de la ligue interdite. En mars 1897, il est aux côtés des députés Gauthier de Clagny et Marcel Habert pour la reconstitution officielle de la LDP, dont il devient le secrétaire général. Il est également administrateur du Drapeau, organe de la LDP. Déjà condamné à 16 francs d'amende pour reconstitution de ligue dissoute, il est arrêté en août 1899, comme plusieurs autres meneurs nationalistes et antidreyfusards, quand le gouvernement Waldeck-Rousseau accuse ces derniers d'avoir comploté contre la république. Le Menuet est incarcéré à la prison de la Santé pendant cinq semaines avant de bénéficier d'un non-lieu.
Aux élections municipales de mai 1900, qui voient le triomphe des nationalistes parisiens, Le Menuet est élu dans le quartier Saint-Germain-l'Auxerrois après avoir vaincu au second tour le radical-socialiste Gabriel Tallet (avec 881 voix contre 609). Secrétaire (1901-1902) puis vice-président (1902-1903) du conseil municipal, il appartient notamment à la 3e commission, chargée de la voirie et des travaux affectant la voie publique. Au conseil général de la Seine, dont il est également vice-président, il obtient l'attribution de neuf millions de francs pour le dégagement et l'agrandissement du palais de justice ainsi que deux-cent mille francs pour l'alignement de la rue des Prêtres-Saint-Germain-l'Auxerrois.
Constamment réélu dès le premier tour (contre le radical Clément Gény en 1904, contre le radical-socialiste Servat en 1908, 1912 et 1919, contre le républicain démocrate Géo Defrance en 1925, et contre Lenoble, un URN concurrent, en 1929),,,,, il est nommé chevalier de la Légion d'honneur en 1923, par l'intercession de Maurice Quentin (qui avait été son avocat en 1899).
Le 12 juillet 1904, il a épousé une alsacienne originaire de Barr (Bas-Rhin), Marie Wilhelm, à la mairie du 12e arrondissement.
Tombé gravement malade alors qu'il se trouvait en villégiature à l'hôtel Buhl de Barr, Ferdinand Le Menuet est transporté au diaconat de la rue Sainte-Élisabeth, à Strasbourg, où il meurt le 16 août 1931. Le général de Pouydraguin, Marcel Habert et Pierre Taittinger et plusieurs autres personnalités politiques assistent à ses obsèques. Celles-ci ont lieu le 19 août à Barr, où Le Menuet est inhumé dans le caveau de sa belle-famille.